# Ernst Enno
Ernst Enno (né le 8 juin 1875 à Valguta - mort le 7 mars 1934 à Haapsalu) est un écrivain et poète estonien.

## Biographie
Il nait dans la paroisse de Valguta, dans la famille du cocher Prits Enno. Il passe son enfance dans la ferme de Soosaar, près de Rõngu. Les années passées à la campagne, les histoires racontées par sa mère très pieuse et sa grand-mère aveugle ont fortement influencé son œuvre littéraire. La maison, la route et la nostalgie sont les éléments phares de sa poésie.
Il commence sa scolarité à l'école paroissiale de Lapetukme, à l'âge de huit ans, puis fréquente le prestigieux gymnase et le lycée Hugo-Treffner de Tartu. Il a étudié la gestion d'entreprise à l'université technique de Riga de 1896 à 1904. Pendant son séjour à Riga, il a travaillé comme journaliste.
Après avoir terminé ses études, il a travaillé pendant une courte période en tant que conseiller général de la coopérative de crédit de Valga et dans une société de négoce à Pärnu.
En 1902 et 1904, il est rédacteur du quotidien Postimees à Tartu.
De 1923 à 1925, il fut rédacteur du magazine pour enfants Laste Rõõm et dans d'autres magazines estoniens.
Par la suite, de 1920 à 1934, il travailla comme inspecteur scolaire à Läänemaa, résidant à Haapsalu.
Mort le 7 mars 1934, il est inhumé dans le vieux cimetière de Haapsalu. Le 30 juillet 1939, un buste en bronze d'Ernst Enno a été installé dans la ville de Haapsalu, œuvre du sculpteur Roman Haavamägi.

## Vie privée
En 1909, Ernst Enno épouse l'artiste Elfriede Olga Saul (décédée en exil en Grande-Bretagne en 1974).

## Ouvrages
- Uued luuletused (collection de poèmes, 1909)
- Hallid laulud (collection de poèmes, 1910)
- Minu sõbrad (1910)
- Kadunud kodu (1920)
- Valge öö (collection de poèmes, 1920)

### À titre posthume
- Valitud värsid (anthologie, 1937)
- Üks rohutirts läks kõndima (livre pour enfant, 1957)
- Väike luuleraamat (poésie, 1964)
- Rändaja õhtulaul (1998)
- Laps ja tuul (2000)